# Estación de Polígono de Marrachí
Polígono de Marrachí (en mallorquín y según SFM Polígon Marratxí) es un apeadero ferroviario de la red de Servicios Ferroviarios de Mallorca (SFM). Está situado en el polígono homónimo, en el término municipal de Marrachí. Entre 2013 y 2022 la estación estuvo integrada en la red del metro de Palma de Mallorca, perteneciendo a la extinta línea M2. Cuenta con parada de las tres líneas que gestiona Servicios Ferroviarios de Mallorca, T1 (Palma de Mallorca-Inca), T2 (Palma de Mallorca-La Puebla) y T3 (Palma de Mallorca-Manacor).

## Situación ferroviaria
La estación se encuentra en el punto kilométrico 7,054 de la línea férrea de ancho métrico Palma-Manacor, a 60 metros de altitud. El tramo es de vía doble y está electrificado a 1500 V en CC.

## La estación
Da servicio a la ya mencionada área industrial, así como a la urbanización de Son Ramonell. Consta de dos vías con dos andenes laterales interconectados a partir de un paso a nivel para viandantes, situado fuera del recinto reservado a usuarios. Cada andén tiene su acceso propio a través de una estructura que acoge una barrera tarifaria y una máquina de autoventa. Una vez completado el acceso a la estación, no existe paso para cambiar de andén. Ambos andenes disponen de marquesina, de estructura metálica con acristalamiento.

## Historia
Fue inaugurada en el año 2001 como apeadero de la línea ferroviaria entre Palma de Mallorca y La Puebla. El 16 de febrero de 2012 se inauguró la electrificación de la línea. Finalmente, el 24 de febrero de 2012 se concluyeron las obras electrificación entre Palma y Empalme, dando paso a unidades eléctricas de la serie 81 de SFM para cubrir este trayecto, realizándose en Empalme los trasbordos a unidades diésel hasta La Puebla y Manacor, situación que se prolongó hasta la completar la total electrificación de la red el 8 de enero de 2019.
El 13 de marzo de 2013, con la creación de la línea M2 de metro entre Plaza de España y Marrachí quedó integrada dentro de la red de metro de la capital balear, aunque durante los sábados, domingos y festivos las líneas T2 y T3 de Servicios Ferroviarios de Mallorca (SFM) paraban en ella, al no haber servicio de metro. El 29 de abril de 2022, SFM decidió cerrar la línea M2 de metro, traspasando sus servicios a las líneas de cercanías, 9 años después de su apertura original, el 13 de marzo de 2013.

## Servicios ferroviarios
La estación forma parte de las tres líneas de la red de Servicios Ferroviarios de Mallorca (SFM). El servicio se presta con trenes eléctricos de la serie 81 de SFM, fabricados por CAF.
Desde la supresión en 2022 de la línea M2 del Metro de Palma, dichos servicios son residuales, limitándose a dos servicios al día en días laborables. No existe este servicio en sábados y festivos, ni en sentido Palma-Marrachí. Éstos se prestan con trenes de la serie 71 de SFM, circulando sin denominación de línea.
El horario de frecuencias de la estación puede consultarse en la siguiente página. En general, hay una frecuencia mínima de diez minutos hacia Palma en laborables y hasta de treinta minutos hacia Palma en sábados y festivos. Los tiempos de paso aumentan en las conexiones con La Puebla y Manacor, pudiendo llegar en algún momento a ser superior a la hora. Algunos de los servicios, especialmente de la T2, circulan sin parada por la estación.
| procedencia/destino | < estación           | Línea      | estación >           | destino/procedencia |
| ------------------- | -------------------- | ---------- | -------------------- | ------------------- |
| Palma de Mallorca   | Puente de Inca Nuevo | [ nota 1 ] | Marrachí             | Inca                |
| Palma de Mallorca   | Puente de Inca Nuevo |            | Marrachí             | La Puebla           |
| Palma de Mallorca   | Puente de Inca Nuevo |            | Marrachí             | Manacor             |
| Marrachí            | Marrachí             | [ nota 2 ] | Puente de Inca Nuevo | Palma de Mallorca   |